# Teoria Young–Helmholtz

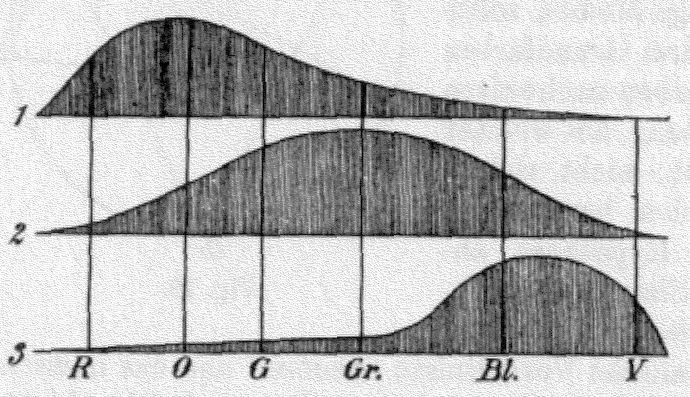
Thomas Young i Hermann von Helmholtz van assumir que la retina de l'ull té tres classes diferents de receptors de llum per el vermell, verd i blau

La teoria Young-Helmholtz (basada en la feina de Thomas Young i Hermann von Helmholtz al segle XIX), també anomenada com a teoria tricromàtica, és una teoria de la visió del color tricromàtica, és a dir, la forma en què el sistema visual dona lloc a l'experiència fenomenológica del color. El 1802, Young va postular l'existència de tres tipus de fotoreceptors (ara conegudes com cèl·lules de con) en l'ull, cadascun del qual era sensible a una gamma particular de llum visible.
Hermann von Helmholtz va desenvolupar la teoria més enllà del 1850: els tres tipus de fotoreceptors es podien classificar en preferència curta (violeta), de preferència mitjana (verd), i de preferència llarga (vermell), segons la seva resposta a les longituds d'ona de la llum que incideixen en la retina. La intensitat relativa dels senyals detectats pels tres tipus de cons són interpretats pel cervell com a color visible.
Per exemple, la llum groga utilitza proporcions diferents de vermell i verd, però poc blau, així que qualsevol tonalitat depèn d'una barreja dels tres cons, per exemple, un fort vermell-sensible, un verd mitjà sensible, i un blau baix sensible. A més, la intensitat de colors pot ser modificada sense canviar la seva tonalitat, ja que depèn de la freqüència de descàrrefa al cervell perquè un verd-blau pot aclarir-se pero conservar la mateixa tonalitat. El sistema no és perfecte, ja que no distingeix el groc d'una mescla vermella i verda, però pot detectar canvis de l'entorn subtils.
El1857, James Maxwell va utilitzar l'àlgebra lineal recentment desenvolupada per provar la teoria de Young–Helmholtz.
L'existència de les cèl·lules sensibles a tres longituds d'ona diferent va ser demostrada per primer cop el 1956 per Gunnar Svaetichin. El1983 va ser provat en retines humanes en un experiment fet per Dartnall, Bowmaker, i Mollon, qui va obtenir lectures microespecrofotòpiques dels cons d'un ull. L'evidència més primerenca per la teoria es van obtenir observant la llum reflectida en les retines d'éssers humans vius, i l'absorció de llum per les cèl·lules de la retina extretes de cadàvers.